# Elezioni presidenziali in Corea del Sud del 1948
Le elezioni presidenziali del 1948 furono le prime elezioni presidenziali sudcoreane, e si tennero il 20 luglio. Secondo quanto sancito dalla nuova Costituzione sudcoreana, il presidente doveva essere eletto dai membri dell'Assemblea nazionale, e non dal popolo, norma fortemente voluta da Syngman Rhee, segretario dell'Associazione nazionale che fu eletto presidente con 180 voti su 200.

## Contesto
Le elezioni dell'Assemblea costituente del 10 maggio 1948 erano state le prime elezioni democratiche in Corea, ma, siccome erano supervisionate dalle Nazioni Unite, avevano riguardato esclusivamente la parte meridionale della penisola a causa dell'opposizione sovietica e nordcoreana alle ingerenze statunitensi. Kim Koo aveva partecipato ad un incontro per la riunificazione coreana a Pyongyang, ed era convinto che le elezioni avrebbero portato ad una separazione definitiva tra le due Coree. Aveva cercato di posticiparle e poi di boicottarle insieme a molti altri concittadini, ma il tentativo era fallito e le rivolte erano state represse nel sangue (nel massacro di Jeju morirono in totale decine di migliaia di persone). Le elezioni, che erano avvenute in un clima di tensione e terrore e non erano certo state prive di brogli, avevano segnato una vittoria dei partiti di estrema destra nazionalisti, anticomunisti e filostatunitensi, che volevano interrompere le trattative con la Corea del Nord. Il 17 luglio 1948 l'Assemblea costituente aveva approvato la prima Costituzione della Corea del Sud, che istituiva un sistema con un presidente forte, che era eletto direttamente dall'Assemblea Nazionale. Sebbene originariamente fosse stato proposto un governo di tipo ministeriale, l'opposizione di numerosi politici in cerca di potere ne aveva impedito l'attuazione a favore di un governo presidenziale. Pertanto, Kim Koo decise di abbandonare l'Associazione Nazionale per la Rapida Realizzazione dell'Indipendenza Coreana e di fondare un nuovo partito, il Partito per l'Indipendenza della Corea. Alle elezioni presidenziali, Kim Koo si candidò alla presidenza per contrastare Syngman Rhee, ed ottenne 13 voti.

## Risultati

### Presidente
| Candidato                 | Partito                                                                      | Voti | %    |
| ------------------------- | ---------------------------------------------------------------------------- | ---- | ---- |
| Syngman Rhee              | Associazione Nazionale per la Rapida Realizzazione dell'Indipendenza Coreana | 180  | 91.8 |
| Kim Gu                    | Partito per l'Indipendenza della Corea                                       | 13   | 6.7  |
| An Se-hong                |                                                                              | 2    | 1.0  |
| Seo Jae-pil               |                                                                              | 1    | 0.5  |
| Totale                    | Totale                                                                       | 196  | 100  |
| Voti registrati/affluenza | Voti registrati/affluenza                                                    | 200  | 100  |

### Vicepresidente
| Candidato                 | Partito                                                                      | Primo turno | Primo turno | Secondo turno | Secondo turno |
| Candidato                 | Partito                                                                      | Voti        | %           | Voti          | %             |
| ------------------------- | ---------------------------------------------------------------------------- | ----------- | ----------- | ------------- | ------------- |
| Yi Si-yeong               | Associazione Nazionale per la Rapida Realizzazione dell'Indipendenza Coreana | 113         | 57.4        | 133           | 67.9          |
| Kim Gu                    | Partito per l'Indipendenza della Corea                                       | 65          | 33.0        | 62            | 31.6          |
| Cho Man-sik               | Partito Democratico di Corea                                                 | 10          | 5.1         |               |               |
| Oh Se-chang               | Indipendente                                                                 | 5           | 2.5         |               |               |
| Chang Taek-sang           |                                                                              | 3           | 1.5         |               |               |
| Seo Sang-in               | Indipendente                                                                 | 1           | 0.5         |               |               |
| Yi Gu-su                  | Indipendente                                                                 | –           | –           | 1             | 0.5           |
| Scheda bianca o nulla     | Scheda bianca o nulla                                                        | 0           | –           | 1             | –             |
| Total                     | Total                                                                        | 197         | 100         | 197           | 100           |
| Voti registrati/affluenza | Voti registrati/affluenza                                                    | 200         | 100         | 200           | 100           |

## Conseguenze del voto
Il 15 agosto 1948, Syngman Rhee ricevette i pieni poteri dalle forze di occupazione degli Stati Uniti. Il 12 dicembre 1948, con la sua risoluzione 195 nella terza Assemblea generale, le Nazioni Unite riconobbero la Repubblica di Corea come l'unico governo legale della Corea.
In qualità di presidente, Rhee assunse immediatamente poteri dittatoriali e permise alle forze di sicurezza (capitanate dal suo braccio destro Kim Chang-ryong) di torturare tutti i sospetti simpatizzanti comunisti e le spie nordcoreane. Il suo governo fu responsabile di diversi massacri nel tentativo di sopprimere le sommosse popolari ispirate dalle fazioni di sinistra, l'eccidio più grave fu quello dell'isola di Jeju, dove morirono almeno 14.000 persone (ma alcuni stimano che vi siano state circa 60000 vittime).
Nel periodo 1945-1950 gli Stati Uniti e le autorità sudcoreane realizzarono una riforma terriera che includeva l'istituzione della proprietà privata. Confiscarono e ridistribuirono tutta la terra detenuta dal governo coloniale, dalle società e dai singoli coloni giapponesi durante l'occupazione. Il governo coreano realizzò una riforma in cui i coreani con grandi possedimenti fondiari furono obbligati a spogliarsi della maggior parte della loro terra. Fu creata in tal modo una nuova classe di proprietari familiari e indipendenti.
Rhee fu sostenuto nelle elezioni dal Partito Democratico di Corea, ma trascurò di inserirne alcuni dei membri nel suo gabinetto. Per ritorsione i membri del partito esclusi dal governo formarono un nuovo partito di opposizione, il Partito Nazionalista Democratico, e cominciarono a perorare un sistema di governo che sottraesse potere al presidente. Questo portò la fazione di Rhee a raggrupparsi nel Partito Nazionalista, che divenne in seguito il Partito Liberale e rimase la base politica di Rhee per tutta al durata della sua amministrazione. Le seconde elezioni parlamentari del Paese si tennero il 30 maggio 1950 e diedero la maggioranza dei seggi agli indipendenti.
Il governo nazionalista continuò molte delle pratiche del governo militare statunitense, tra cui la repressione brutale dell'attività dei movimenti di sinistra. Il governo Rhee proseguì la severa azione militare contro la rivolta di Jeju. Soffocò anche le rivolte militari a Suncheon e Yeosu, che furono provocate dal rifiuto delle truppe di ubbidire agli ordini di partire per Jeju e partecipare al giro di vite.
Rhee cercò di schierare saldamente il suo governo con gli Stati Uniti e contro sia la Corea del Nord sia il Giappone. Quella della prima repubblica di Corea, prima e dopo la guerra di Corea, fu una politica di "unificazione mediante la forza". Anche se ebbero luogo alcuni colloqui tesi alla normalizzazione dei rapporti con il Giappone, essi ebbero scarsi risultati. Nel frattempo il governo incassò grosse somme di aiuti dagli statunitensi, in importi talora quasi equivalenti all'intero bilancio nazionale.
Il 25 giugno 1950 le forze nordcoreane, in seguito ad alcune provocazioni statunitensi sul confine, invasero la Corea del Sud, dando inizio alla guerra di Corea.
Rhee ingiuriò ulteriormente la propria reputazione incoraggiando i suoi connazionali e cittadini di Seul a restare nella capitale allo scoppio della Guerra di Corea, quando egli era già sulla via dell'espatrio. Il suo ordine di distruggere i ponti sul fiume Han impedì a decine di migliaia di sudcoreani di sfuggire alla guerra. Quando le truppe congiunte delle Nazioni Unite e della Corea del Sud costrinsero l'esercito di invasione nordcoreano a ritirarsi a nord verso il fiume Yalu, Rhee divenne impopolare anche ai suoi stessi alleati rifiutandosi di accettare la proposta di un cessate il fuoco che avrebbe però lasciato la Corea spaccata in due. Sperando di diventare leader politico di una Corea unita, con l'appoggio delle Nazioni UNite, egli pose un veto su qualunque proposta di pace che non contemplasse la cancellazione del governo della Corea del Nord, e per perseguire tale scopo dichiarò la necessità di intervenire contro la Cina e protestò ripetutamente contro la riluttanza degli Stati Uniti a intervenire nel conflitto con maggiore incidenza.
Il 18 gennaio 1952 Rhee dichiarò la sovranità della Corea del Sud su tutte le acque territoriali della penisola coreana. Il confine di demarcazione così disegnato secondo lo schema che lo stesso Rhee designò Linea di pace comprendeva l'Isola di Tsushima e il complesso di isole inabitate Dokdo. La creazione di questi confini marittimi suscitarono le proteste formali del governo giapponese, il quale rivendicò le isole appartenenti alla sua giurisdizione territoriale. La controversia si protrasse per lungo tempo, tuttavia le isole oggetto della disputa restarono sotto il controllo sudcoreano.
Sfruttando appieno i poteri della sua carica, Rhee cercò di rinforzare ancora di più il proprio controllo sul paese, e nel maggio del 1952, mentre il governo aveva ancora la sua sede provvisoria a Busan a causa del conflitto, Rhee per mezzo di emendamenti alla costituzione rese la presidenza una carica a elezione diretta. Per assicurarsi che non ci fosse alcun tentativo di opposizione ai suoi disegni, dichiarò la legge marziale e fece imprigionare tutti i membri del parlamento che avevano dichiarato di votare contro di lui. Grazie a ciò Rhee sarebbe stato rieletto con ampio margine e avrebbe guadagnato un ulteriore controllo sul parlamento nel 1954, con un nuovo emendamento che gli permetteva di essere escluso dall'ineleggibilità alla carica di presidente dopo un periodo di otto anni.